# Überlingen
Überlingen é uma cidade da Alemanha, no distrito do Lago de Constança, na região administrativa de Tubinga, estado de Baden-Württemberg.
Pertence à rede das Cidades Cittaslow.